# Durán de San Porciano
Guillermo Durán de San Porciano (Saint-Pourçain-sur-Sioule (Auvernia), c. 1270-Meaux, 10 de septiembre de 1334) fue un filósofo escolástico y teólogo francés, conocido sobre todo por su rechazo de ciertas tesis filosóficas de Tomás de Aquino.

## Biografía
Entró en la orden dominicana en el convento de Clermont-Ferrand, y recibió el título de doctor en teología en París en 1313. El papa Clemente V le nombró maestro del Palacio papal de Aviñón en 1313. Este cargo le fue confirmado por Juan XXII, y lo ocupó hasta agosto de 1316. En 1317, fue elegido obispo de Puy, y transferido a la sede de Meaux en 1326.

## Doctrina
Llamado el Doctor resolutissimus y el Doctor modernus a causa del carácter radical e innovador de sus opiniones, se le considera uno de los iniciadores del tercer período escolástico, que distingue la filosofía, considerada como una ciencia de la razón y la teología, de orden espiritual. En la búsqueda de la verdad, el ejercicio de la razón es prioritario así a toda autoridad humana, incluida la de Aristóteles. Al realismo aristotélico de Tomás de Aquino, opone el nominalismo, y es uno de los precursores de Guillermo de Ockham. En el centro de su pensamiento subyace la voluntad de negar o de suprimir numerosos conceptos de la Escolástica que le parecen inútiles o supérfluos. De esta manera, siendo toda existencia singular por sí sola, niega la existencia de los universales. Las cosas son singularmente y la universalidad no es sino una indeterminación. El principio de individuación es pues inútil. Contra Tomás de Aquino, combate la distinción real de la esencia y de la existencia, la unicidad de la forma substancial. Niega el conocimiento del alma por ella misma. La inteligencia no se conoce por su esencia, sino a través de su intelección de los objetos. El alma no se distingue de sus operaciones, el universal se funde en la experiencia, sobrepasándola. La verdad no es, pues, sino la adecuación subjetiva entre el objeto conocido y el objeto percibido. En noética, rechaza las especies sensibles, el recurso a un intelecto agente separado, la necesidad de representaciones conceptuales distintas del acto intelectual, y defiende una aprehensión inmediata de lo real.

## Obras
Sus escritos incluyen:
- Comentarios a las Sentencias:
  - Primera versión (1303–08)
  - Segunda versión (1310–12)
  - Tercera versión (1317–27)
- Cinco Quodlibeta (1312–16).

Su nominalismo era tan opuesto al realismo filosófico contemporáneo que el tercer período de la Escolástica se considera que empieza con él. Él rechaza tanto lo sensible y las especies inteligibles (species intelligibiles), conceptos introducidos, según dice, para explicar la percepción sensual, como también el intelecto activo. Él niega también el principio de individuación, como distinto al de la naturaleza específica de lo individual.
Durán inventó la noción de un acto intrínsecamente malo, el cual explica en el contexto del concepto de fortificación, donde "ello" es intrínsecamente malo. En las ideas de fortificación, Durán coincide con Tomás de Aquino y su argumento de derecho natural, pero solo en la fortificación simple.
En teología defendió la separación del conocimiento natural (cognitio naturalis) del obtenido a través de la fe y revelación. Ciertos dogmas, como el de la Trinidad, no se pueden mostrar como ausentes de imposibilidades, pero creyendo en ellos se aumenta el mérito de la fe. Como los milagros de Cristo no prueban su divinidad, su aceptación por el creyente aumenta el mérito de creer. Después de todo, dice, la teología no es estrictamente una ciencia, ya que reposa en la fe, y no en los primeros principios del conocimiento. En teología es suficiente con saber la idea de aquel que, estando inspirado, no se puede equivocar. Enseña, además, que todas las acciones proceden de Dios, que da el poder de actuar, pero ello no es un inmediato influjo del Creador sobre las acciones de la criatura. Los sacramentos son sólo causas sin las cuales no se confiere la gracia. El matrimonio no es estrictamente un sacramento. Él insinuá también que Cristo podría estar presente en la Eucaristía con las substancias sobrantes del pan y del vino. 
No obstante, Durán muestra sumisión a las prerrogativas correctivas de la Iglesia, cuyo ejercicio no era innecesario. Por orden de Juan XXII el tratado De statu animarum fue examinado, y se encontró que contenía once errores.
Él también escribió presumiblemente un tratado en latín sobre el poder temporal de los reyes, mencionado por el dominico Jacques Échard.